# Ocnogyna nogelli
Ocnogyna nogelli är en fjärilsart som beskrevs av Lederer 1865. Ocnogyna nogelli ingår i släktet Ocnogyna och familjen björnspinnare. Inga underarter finns listade i Catalogue of Life.